# Lasciarsi un giorno a Roma (film)
Lasciarsi un giorno a Roma è un film del 2021 diretto ed interpretato da Edoardo Leo.
La storia narra le vicende fra alti e bassi vissute da due coppie: Tommaso, scrittore che cura la posta del cuore sotto uno pseudonimo, e Zoe, che lavora nel mondo dei videogiochi. L’altra coppia è composta da Elena, sindaca di Roma, e Umberto, vicepreside di un liceo che si occupa anche della famiglia e della casa. Due coppie in crisi, incapaci di comunicare e aprirsi, nonostante un mondo attorno in cui apparentemente tutto è messo costantemente a nudo.

## Trama
Ormai insieme da dieci anni, Tommaso e Zoe non sembrano subire il logorio del tempo che trascorre. Anche le migliori coppie, però, celano qualche segreto: quello che Zoe non sa di Tommaso è che quest'ultimo, in crisi creativa di fronte all'ultimazione del suo nuovo romanzo, cura da qualche tempo una rubrica di “posta del cuore” su un giornale non particolarmente conosciuto. Quello che invece Tommaso non sa di Zoe è che la donna vive una profonda crisi di coppia. Finché un giorno, tra i messaggi che arrivano a Gabriel García Marquez – pseudonimo con cui Tommaso firma consigli e risposte ai più disparati quesiti relazionali che i lettori gli sottopongono –, arriva una lettera di Zoe: è una lettera in cui la donna esprime l'intenzione di lasciare Tommaso ma, incapace di trovare le parole, il modo e il momento giusti, chiede aiuto a quella "posta del cuore". È inconsapevole, però, di star chiedendo aiuto al suo stesso compagno.
Sconvolto, l'uomo decide di non parlarne apertamente con lei: inizierà una corrispondenza con la donna, cercando di comprendere le reali ragioni sulla possibile fine del loro rapporto e tentando di sanare crepe e fratture fino ad allora invisibili ai suoi occhi. Ma, sebbene le devastazioni silenziose lasciate da anni di relazione in una coppia come la loro – ma anche come quella dell'amico Umberto e della sua compagna Elena – non prevedano conseguenze indolori, alla fine nascondono sempre inattese e sorprendenti trasformazioni.

## Distribuzione
Il film è stato distribuito in anteprima al cinema tra novembre e dicembre del 2021 e su Sky Cinema dal 1º gennaio 2022.

## Accoglienza
Fin dall'uscita in formato limitato ed evento nelle sale cinematografiche, che ha registrato un'ottima affluenza, il film ha riscosso numerosi apprezzamenti da parte del pubblico e della critica. Dal suo esordio su Sky a Capodanno, il film ha raccolto un milione di spettatori medi, con circa 2 milioni di contatti unici, attestandosi così come terzo titolo Sky Original più visto di sempre e miglior commedia sentimentale italiana degli ultimi anni su Sky.
Inoltre in un'analisi più approfondita, considerando che i titoli che hanno avuto maggiori spettatori sono usciti nel pieno del periodo di lockdown e in un momento in cui Sky aveva un numero di abbonati maggiore, avendo ancora all'epoca i diritti per la trasmissione del campionato di Serie A, Lasciarsi un giorno a Roma può considerarsi come il film in assoluto di maggior successo della piattaforma. Inoltre dopo quasi un anno dall'uscita il film è approdato su Netflix dov'è rimasto in Top Ten per varie settimane tra i film più visti, a fronte di titoli e contenuti inediti.

## Riconoscimenti
- 2022 – Premio Flaiano
  - Miglior regia a Edoardo Leo